# الرجل الأبدي (كتاب)
الرجل الأبدي (بالإنجليزية: The Everlasting Man) هو كتاب من تأليف جيلبرت كيث تشيسترتون، نُشر لأول مرة في عام 1925، ويُعد من أشهر أعماله اللاهوتية. يعتبر الكتاب ردًا على التصور التطوري للتاريخ الإنساني والديني، والذي عبّر عنه إتش. ج. ويلز في كتابه موجز تاريخ العالم. يُعد هذا الكتاب محاولة لتقديم السيرة البشرية وسيرة المسيح من منظور مسيحي تقليدي، ويوفر دفاعًا عن المسيحية عبر التحليل الفلسفي والتاريخي.

## الخلفية
كتب تشيسترتون هذا العمل جزئيًا كرد على وصف ويلز للبشرية على أنها مجرد تطور طبيعي من الحيوانات، وللدين باعتباره مجرد تطور اجتماعي. وقد أصرّ تشيسترتون على فرادة الإنسان ككائن يتمتع بالعقل والروح، وكذلك على فرادة المسيحية كثورة إلهية فريدة.

## المحتوى
يتكون الكتاب من قسمين رئيسيين:

### 1. الإنسان البدائي
يبدأ تشيسترتون بالتأكيد على أن الإنسان ليس مجرد "حيوان مفكر"، بل مخلوق استثنائي منذ بدايته. ينتقد الفرضيات التطورية حول الأديان البدائية، ويشدد على أن الدين لم يكن أبدًا "إضافة" إلى الإنسان بل جزءًا أصيلاً من طبيعته.

### 2. الإله الأبدي
ينتقل تشيسترتون إلى الحديث عن شخصية المسيح والتجسد، مدافعًا عن فرادة يسوع المسيح وتاريخ الكنيسة المسيحية. يؤكد على أن المسيحية ليست تطورًا طبيعيًا في تسلسل الأديان، بل حدث فريد اخترق التاريخ الإنساني، وأعطى معنى جديدًا للوجود.

## الأثر
كان لهذا الكتاب تأثير كبير، خاصة على المفكرين المسيحيين في القرن العشرين. يُقال إن الكتاب لعب دورًا حاسمًا في تحول سي. إس. لويس من الإلحاد إلى المسيحية، حيث كتب لويس لاحقًا أن "الإنسان الأبدي" "حرر عقلي من المذهب المادي".

## الطبعات والترجمات
نُشر الكتاب لأول مرة عام 1925 من قبل دار نشر هودر وستوفتون، وأعيد طباعته عدة مرات منذ ذلك الحين. تُرجم إلى العديد من اللغات، ويُعد اليوم من كلاسيكيات الدفاعيات المسيحية.